# Новые Зюри
Новые Зюри (тат. Яңа Җөри, Карачтау) — деревня в Тюлячинском районе Республики Татарстан, в составе Старозюринского сельского поселения.

## Географическое положение
Деревня находится на реке Мёша, в 6 км к востоку от районного центра, села Тюлячи.

## История
Первоисточники упоминают о деревне с 1680 года.
Название деревни произошло от татарского слова «яңа» (новый) и ойконима «Җөри» (Зюри).
В сословном плане, в XVIII веке и вплоть до 1860-х годов, жители деревни причислялись к государственным крестьянам.
По данным переписей, население деревни увеличивалось с 30 душ мужского пола в 1782 году до 380 человек в 1938 году. В последующие годы численность населения деревни постепенно уменьшалась и в 2010 году составила 24 человека.
По сведениям из первоисточников, в начале XX столетия в деревне действовала мечеть (с 1896 года).
Административно, до 1920 года деревня относилась к Мамадышскому уезду Казанской губернии, с 1920 года - к Мамадышскому кантону, с 1935 года (с перерывами) - к Тюлячинскому району Татарстана.

## Экономика и инфраструктура
Жители деревни занимаются полеводством. В XVIII-XIX столетиях основными занятиями жителей деревни являлись земледелие, разведение скота, портняжно-шапочный промысел.